# OMA (建築設計事務所)
OMA（Office for Metropolitan Architecture）は、オランダ出身の建築家レム・コールハースらによって1975年に設立された建築設計事務所/都市計画コンサルタントである。

## OMA出身の建築家
- ザハ・ハディッド
- ヴィニー・マース（MVRDV）
- ヤコブ・ファン・ライス（MVRDV）
- マイク・ゴヤー（ギゴン&ゴヤー）
- イヴ・ブリュニエ
- ファシッド・ムサヴィ（エフ・オー・アーキテクツ）
- アレハンドロ・ザエラ・ポロ（エフ・オー・アーキテクツ）
- ビャルケ・インゲルス（BIG）[1]
- ジュリアン・デ・スメド（JDS）[2]